# Mark McNally
Mark McNally (* 20. Juli 1989 in Liverpool) ist ein ehemaliger englischer Bahn- und Straßenradrennfahrer.

## Karriere
Mark McNally wurde 2004 britischer Meister im Straßenrennen der Jugendklasse. Im Jahr 2007 wurde er in Cottbus Junioren-Europameister auf der Bahn in der Mannschaftsverfolgung. Bei der nationalen Meisterschaft belegte er den zweiten Platz in der Einerverfolgung. 2008 wurde er bei der U23-Europameisterschaft in Pruszków erneut Erster in der Mannschaftsverfolgung. Bei der nationalen Meisterschaft wurde er Vizemeister im Punktefahren der Eliteklasse. 
2009 wurde McNally Mitglied im britischen Team Halfords und wandte sich dem Straßenradsport zu. Nach Auflösung des Teams wechselte er zum Team An Post-Chain Reaction, für das er bis 2014 an den Start ging. In der Saison 2011 erzielte er den einzigen Sieg seiner Karriere auf der Straße, als er die Gesamtwertung der kleinen französischen Rundfahrt Mi-Août en Bretagne für sich entschied. Nach einem kurzen Zwischenstopp im Team Madison Genesis, erhielt er zur Saison 2016 einen Vertrag beim UCI Professional Continental Team Wanty-Groupe Gobert. Bei der Eneco Tour 2016 verpasst er auf der sechsten Etappe als Zweiter nur knapp einen Sieg auf der UCI WorldTour.
Nach der Saison 2018 beendete McNally im Alter von 29 Jahren seine Karriere als Radrennfahrer. Seit der Saison 2022 ist er in der sportlichen Leitung des Team Coop-Repsol tätig.

## Erfolge
2007
- Europameister – Mannschaftsverfolgung (Junioren) mit Adam Blythe, Peter Kennaugh und Luke Rowe

2008
- Europameister – Mannschaftsverfolgung (U23) mit Steven Burke, Peter Kennaugh und Andrew Tennant

2011
- Gesamtwertung Mi-Août Bretonne

2014
- Bergwertung Tour of Britain